# Hrabiowie kłodzcy

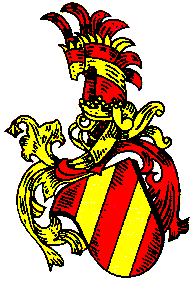
Historyczny herb hrabstwa kłodzkiego

Hrabiowie kłodzcy – zwierzchnicy hrabstwa kłodzkiego (niem. Grafschaft Glatz).

## Wstęp
Terytorium ziemi kłodzkiej od X w. wchodziło w skład państwa libickiego należącego do rodu Sławnikowiców. W 995 r. po jego wymordowaniu przez Przemyślidów znalazło się w granicach Państwa Czeskiego. Na przełomie XI i XII w. było terenem rywalizacji między Czechami a Polską, która została oficjalnie zakończona pokojem zielonoświątkowym w 1137 r., na mocy którego ziemia ta pozostała w granicach państwa Przemyślidów. W XIII i XIV w. ziemia kłodzka była trzykrotnie nadawana w dożywotnie panowanie Piastom Śląskim.
W 1454 r. namiestnik i wielkorządca Czech, Jerzy z Podiebradów nabył ziemię kłodzką i w 1459 r. jako król czeski podniósł ją do rangi suwerennego hrabstwa, które stało się lennem władcy czeskiego.

## Hrabiowie kłodzcy pod panowaniem Królestwa Czeskiego (1459–1567)

### Podiebradowicze(1459–1501)
| # | Imię                           |  | Urodzony                       | Zmarł                          | Czas rządów | Rodzice                                              |
| - | ------------------------------ |  | ------------------------------ | ------------------------------ | ----------- | ---------------------------------------------------- |
| 1 | Jerzy I z Podiebradów          |  | 6 kwietnia 1420 Podiebrady     | 22 marca 1471 Praga            | 1459–1465   | Wiktoryn z Podiebradów Anna z Vartemberka            |
| 2 | Henryk I Starszy z Podiebradów |  | 15 maja 1448                   | 24 czerwca 1498 Kłodzko        | 1465–1498   | Jerzy z Podiebradów Kunegunda z Šternberka           |
| 3 | Wiktoryn I z Podiebradów       |  | 11 lipca 1443 Cieszyn          | 30 września 1500 Cieszyn       | 1465–1472   | Jerzy z Podiebradów Kunegunda z Šternberka           |
| 4 | Henryk II Młodszy              |  | 17 maja 1452 Praga             | 11 lipca 1492 Podiebrady       | 1465–1472   | Jerzy z Podiebradów Kunegunda z Šternberka           |
| 5 | Albrecht I Podiebradowicz      |  | 2 sierpnia 1468 Kunětická hora | 12 lipca 1511 Prościejów       | 1498–1501   | Henryk I Starszy z Podiebradów Urszula Brandenburska |
| 6 | Jerzy II Podiebradowicz        |  | 1 października 1470 Litice     | 10 listopada 1502 Oleśnica     | 1498–1501   | Henryk I Starszy z Podiebradów Urszula Brandenburska |
| 7 | Karol I Podiebradowicz         |  | 4 maja 1476 Kłodzko            | 31 maja 1536 Ząbkowice Śląskie | 1498–1501   | Henryk I Starszy z Podiebradów Urszula Brandenburska |

### Hardeckowie(inne języki)(1501–1537)
| #  | Imię                      |  | Urodzony | Zmarł              | Czas rządów    | Rodzice                             |
| -- | ------------------------- |  | -------- | ------------------ | -------------- | ----------------------------------- |
| 8  | Ulryk I z Hardeck         |  | po 1483  | 1535               | 1501–1524/1525 | Heinrich von Prüschenk, hr. Hardegg |
| 9  | Jan I z Hardeck           |  | ok. 1482 | 1534 Heinrichsburg | 1525–1534      | Heinrich von Prüschenk, hr. Hardegg |
| 10 | Jan Krzysztof I z Hardeck |  |          | po 1537            | 1534–1537      |                                     |

### Okres zastawów (1537–1567)
| #  | Imię                                                                  |  | Urodzony                  | Zmarł                            | Czas rządów | Rodzice                                  |
| -- | --------------------------------------------------------------------- |  | ------------------------- | -------------------------------- | ----------- | ---------------------------------------- |
| *  | Ferdynand I Habsburg                                                  |  | 10 marca 1503 Madryt      | 25 lipca 1564 Wiedeń             | 1534–1537   | Filip I Piękny Joanna Szalona            |
| 11 | Jan IV z Pernsztejnu                                                  |  | 14 listopada 1487         | 8 września 1548 Hrušovany u Brna | 1537–1548   | Wilhelm II z Pernsztejnu                 |
| 12 | Jaroslav z Pernsztejnu Adalbert z Pernsztejnu Wratysław z Pernsztejnu |  | brak danych               | brak danych                      | 1548–1549   | Jan IV z Pernsztejnu                     |
| 13 | Ernest Bawarski                                                       |  | 13 czerwca 1500 Monachium | 7 grudnia 1560 Kłodzko           | 1549–1560   | Albrecht IV Mądry Kunegunda Habsburżanka |
| 14 | Albrecht Wittelsbach                                                  |  | 29 lutego 1528 Monachium  | 24 października 1579 Monachium   | 1560–1567   | Wilhelm IV z Bawarii Maria Badeńska      |

## Habsburgowie(1567–1742)
W 1567 r. hrabstwo kłodzkie zostało włączone do dziedzicznych posiadłości Habsburgów.
| #  | Imię           |  | Urodzony                   | Zmarł                          | Czas rządów | Rodzice                                                       |
| -- | -------------- |  | -------------------------- | ------------------------------ | ----------- | ------------------------------------------------------------- |
| 15 | Ferdynand I    |  | 10 marca 1503 Madryt       | 25 lipca 1564 Wiedeń           | 1561–1566   | Filip I Piękny Joanna Szalona                                 |
| 16 | Maksymilian II |  | 31 lipca 1527 Wiedeń       | 12 października 1576 Ratyzbona | 1564–1576   | Ferdynand I Habsburg Anna Jagiellonka                         |
| 17 | Rudolf II      |  | 18 lipca 1552 Wiedeń       | 20 stycznia 1612 Praga         | 1576–1612   | Maksymilian II Habsburg Maria Hiszpańska                      |
| 18 | Maciej I       |  | 24 lutego 1557 Wiedeń      | 20 marca 1619 Wiedeń           | 1612–1619   | Maksymilian II Habsburg Maria Hiszpańska                      |
| 19 | Ferdynand II   |  | 9 lipca 1578 Graz          | 15 lutego 1637 Wiedeń          | 1619–1637   | Karol Styryjski Maria Anna Bawarska                           |
| 20 | Karol II       |  | 7 sierpnia 1590 Graz       | 28 grudnia 1624                | 1621–1624   | Karol Styryjski Maria Anna Wittelsbach                        |
| 21 | Ferdynand III  |  | 13 lipca 1608 Graz         | 2 kwietnia 1657 Wiedeń         | 1624–1649   | Ferdynand II Habsburg Maria Anna Bawarska                     |
| 22 | Ferdynand IV   |  | 8 września 1633 Wiedeń     | 9 lipca 1654 Wiedeń            | 1649–1654   | Ferdynand III Habsburg Maria Anna Habsburg                    |
| 23 | Leopold I      |  | 9 czerwca 1640 Wiedeń      | 5 maja 1705 Wiedeń             | 1654–1705   | Ferdynand III Habsburg Maria Anna Habsburg                    |
| 24 | Józef I        |  | 26 lipca 1678 Wiedeń       | 17 kwietnia 1711 Wiedeń        | 1705–1711   | Leopold I Habsburg Eleonora Magdalena von Pfalz-Neuburg       |
| 25 | Karol VI       |  | 1 października 1685 Wiedeń | 20 października 1740 Wiedeń    | 1711–1740   | Leopold I Habsburg Eleonora Magdalena von Pfalz-Neuburg       |
| 26 | Maria Teresa   |  | 13 maja 1717 Wiedeń        | 29 listopada 1780 Wiedeń       | 1740–1742   | Karol VI Habsburg Elżbieta Krystyna z Brunszwiku-Wolfenbüttel |

## Hohenzollernowie(1742–1918)
W 1742 r. hrabstwo kłodzkie zostało zdobyte przez Prusy. Od tej pory każdorazowy władca tego państwa tytułował się hrabią kłodzkim.
| #  | Imię                 |  | Urodzony                     | Zmarł                     | Czas rządów | Rodzice                                                            |
| -- | -------------------- |  | ---------------------------- | ------------------------- | ----------- | ------------------------------------------------------------------ |
| 27 | Fryderyk II Wielki   |  | 24 stycznia 1712 Berlin      | 17 sierpnia 1786 Poczdam  | 1742–1786   | Fryderyk Wilhelm I Pruski Zofia Dorota Hanowerska                  |
| 28 | Fryderyk Wilhelm II  |  | 25 września 1744 Berlin      | 16 listopada 1797 Poczdam | 1786–1797   | August Wilhelm Hohenzollern Luiza Amelia z Brunszwiku-Wolfenbüttel |
| 29 | Fryderyk Wilhelm III |  | 3 sierpnia 1770 Poczdam      | 7 czerwca 1840 Poczdam    | 1797–1840   | Fryderyk Wilhelm II Pruski Fryderyka Luiza z Hesji-Darmstadt       |
| 30 | Fryderyk Wilhelm IV  |  | 15 października 1795 Berlin  | 2 stycznia 1861 Poczdam   | 1840–1861   | Fryderyk Wilhelm III Pruski Luiza Pruska                           |
| 31 | Wilhelm I            |  | 22 marca 1797 Berlin         | 9 marca 1888 Berlin       | 1861–1888   | Fryderyk Wilhelm III Pruski Luiza Pruska                           |
| 32 | Fryderyk III         |  | 18 października 1831 Poczdam | 15 czerwca 1888 Poczdam   | 1888–1888   | Wilhelm I Hohenzollern Augusta z Saksonii-Weimaru-Eisenach         |
| 33 | Wilhelm II           |  | 27 stycznia 1859 Berlin      | 4 czerwca 1941 Doorn      | 1888–1918   | Fryderyk III Hohenzollern Wiktoria Koburg                          |